# グラン・テスト地域圏
グラン・テスト地域圏 （グラン・テストちいきけん、Grand Est、(フランス語発音: [ɡʁɑ̃.t‿ɛst] ( 音声ファイル)、大東部の意）は、フランスの地域圏。

## 概要

### 名称
グラン・テスト地方及びグラン・テスト州とも訳される。
かつてのアルザス地域圏、シャンパーニュ＝アルデンヌ地域圏、ロレーヌ地域圏が統合されて、アルザス＝シャンパーニュ＝アルデンヌ＝ロレーヌ （Alsace-Champagne-Ardenne-Lorraine）として2016年1月1日に発足した。
アルザス＝シャンパーニュ＝アルデンヌ＝ロレーヌという名称は、地域圏の名称として今後使用されるわけではなかった。この名称はアルファベット順にかつての地域圏の名称を並べたにすぎず、新しい名称が国務院のデクレによって選択されるまで法律上使用されることとなっている。2016年7月1日をもって、統合後の新地域圏議会において可決された新名称が用いられることになっていた。この一時的な名称をメディアでは、短縮形のALCAまたはACALとして報道していた。
2016年4月29日に行われた地域圏議会においてグラン・テスト （Grand Est）の名称について議論と採択が行われ、104票の賛成票を得た。さらには、コンセイユ・デタの承認を受けて2016年10月1日のデクレの対象となる。2016年9月28日より、グラン・テストが公式名称となった。

## 地理・地域

### 行政区画
| 名称                                    | 人口(人)  | 州都/主府/本部                                      | 備考 |
| --------------------------------------- | --------- | --------------------------------------------------- | ---- |
| バ＝ラン県 Bas-Rhin                     | 1,104,667 | ストラスブール Strasbourg                           |      |
| オー＝ラン県 Haut-Rhin                  | 755,202   | コルマール Colmar                                   |      |
| マルヌ県 Marne                          | 568,750   | シャロン＝アン＝シャンパーニュ Châlons-en-Champagne |      |
| アルデンヌ県 Ardennes                   | 281,987   | シャルルヴィル＝メジエール Charleville-Mézières     |      |
| オーブ県 Aube                           | 303,997   | トロワ Troyes                                       |      |
| オート＝マルヌ県 Haute-Marne            | 182,136   | ショーモン Chaumont_(Haute-Marne)                   |      |
| モゼル県 Moselle                        | 1,046,468 | メス Metz                                           |      |
| ムルト＝エ＝モゼル県 Meurthe-et-Moselle | 733,266   | ナンシー Nancy                                      |      |
| ムーズ県 Meuse                          | 192,800   | バル＝ル＝デュック Bar-le-Duc                       |      |
| ヴォージュ県 Vosges                     | 377,282   | エピナル Épinal                                     |      |

### 隣接地域
北をベルギーとルクセンブルク、北東から東をドイツ、南東をスイス、南をブルゴーニュ＝フランシュ＝コンテ地域圏、西をイル＝ド＝フランス地域圏およびオー＝ド＝フランス地域圏と接している。

## 対外関係

### 日本との姉妹都市･提携都市
グランテスト地方は、主に中部地方の都市との提携が盛んである。
姉妹都市
（ 都道府県 市区町村） - （圏内県・圏内都市）
- 長野県 飯田市 - アルデンヌ県 シャルルヴィル･メジエール市
- 愛知県 名古屋市 - マルヌ県 ランス市
- 愛知県 新城市 - ヴォージュ県 ヌフシャトー市
- 石川県 金沢市 - ムルト･エ･モゼル県 ナンシー市